# Rolled Gold: The Very Best of Rolling Stones
Rolled Gold: The Very Best of the Rolling Stones je dvostruki, kompilacijski album The Rolling Stonesa iz 1975. godine. Album je bio komercijalno veoma uspješan, te je dosegnuo sedmo mjesto britanske top ljestvice. Smatra se najboljom kompilacijom koju je objavila izdavačka kuća Decca, nakon raskida ugovora sa Stonesima.

## Popis pjesama

### Disk 1
1. "Come On"
2. "I Wanna Be Your Man"
3. "Not Fade Away"
4. "Carol"
5. "It's All over Now"
6. "Little Red Rooster"
7. "Time Is on My Side"
8. "The Last Time"
9. "(I Can't Get No) Satisfaction)"
10. "Get off of My Cloud"
11. "19th Nervous Breakdown"
12. "As Tears Go By"
13. "Under My Thumb"
14. "Lady Jane"
15. "Out of Time"

### Disk 2
1. "Paint It, Black"
2. "Have You Seen Your Mother, Baby, Standing in the Shadow?"
3. "Let's Spend the Night Together"
4. "Ruby Tuesday"
5. "Yesterday's Papers"
6. "We Love You"
7. "She's a Rainbow"
8. "Jumpin' Jack Flash"
9. "Honky Tonk Women"
10. "Sympathy for the Devil"
11. "Street Fighting Man"
12. "Midnight Rambler"
13. "Gimme Shelter"

## Top ljestvice

### Album
| Godina | Ljestvica        | Pozicija |
| ------ | ---------------- | -------- |
| 1975.  | UK Top 50 Albumi | #7       |